# دانييلي أنجيلوني
دانييلي أنجيلوني (Daniele Angeloni)، (مواليد في 25 أغسطس 1875 بمدينة بيرغامو في إيطاليا، وتوفي سنة 1 نوفمبر 1957 في ميلانو)، ومدرب كرة قدم إيطالي سابق.ودرب نادي إيه سي ميلان في عام 1906 وحتى عام 1907.